# Girl Talk
Girl Talk (nome artístico de Gregg Gillis) é um DJ norte-americano de Pittsburgh, Pennsylvania.
Girl Talk, lançou já quatro álbuns pela gravadora Illegal Art (especializada no uso de samplers e material com licença copyleft e Creative Commons). O estilo do músico é único, uma vez que utiliza samples e trechos de diversas músicas para construir suas próprias composições. Além do Girl Talk, Gillis possui outros projetos paralelos, como o Trey Told 'Em, em conjunto com Frank Musarra do Hearts of Darknesses.
O músico tocou em 2007 no festival Tim Festival.

## Discografia

### Álbuns
- Secret Diary CD (2002, Illegal Art)
- Unstoppable CD (2004, Illegal Art)
- Night Ripper CD (2006, Illegal Art)
- Feed the Animals CD (2008, Illegal Art)

### EPs
- Stop Cleveland Hate 12" (2004, 12 apostles)
- Bone Hard Zaggin 7" (2006, 333 recordings)

### Compilações
- bricolage #1 CD (Illegal Art)
- Illegal Art 2007 Sampler MP3 (Illegal Art)
- Circuits of Steel CD  (SSS)
- Ministry of Shit CD (Spasticated)
- Love and Circuits CD (Cardboard Records)

### Remixes
- Beck - "Cellphone's Dead" (2006) (não lançado)
- Peter Bjorn and John - "Let's Call It Off" (2006)
- Grizzly Bear - "Knife" (2007)
- Tokyo Police Club - "Cheer It On" (2007, como Trey Told 'Em)
- Simian Mobile Disco - "I Believe" (2007, como Trey Told 'Em)
- Professor Murder - "Dutch Hex" (2007, como Trey Told 'Em)
- Of Montreal - "Gronlandic Edit" (2007, como Trey Told 'Em) (não lançado)
- Thrill Jockey Records - Super Epic Thrill Jockey Mega Massive Anniversary Mix (2007, como Trey Told 'Em)

### Produções
- Grand Buffet - "Pittsburgh Hearts" (2003)